# 1930 en science
| Années de la science : 1927 - 1928 - 1929 - 1930 - 1931 - 1932 - 1933    |
| Décennies de la science : 1900 - 1910 - 1920 - 1930 - 1940 - 1950 - 1960 |

Cet article présente les faits marquants de l'année 1930 en science.

## Événements
- 18 février : l'astronome américain Clyde William Tombaugh, à l'observatoire de Flagstaff en Arizona, découvre la neuvième planète du système solaire, nommée Pluton le 24 mars. C'est en comparant deux photographies du ciel prises les 23 et 29 janvier, qu'il identifie un point lumineux qui s'est déplacé pendant l'intervalle. L'annonce de la découverte est faite le 13 mars. C'est la première fois qu'une nouvelle planète est découverte par un scientifique nord-américain. En 2006, Pluton perd son statut de planète - en raison de son orbite, de sa taille et de sa gravité. Il est désormais considéré comme une planète naine et a le numéro 134340[1].

- 20 mars : inauguration de la section des laboratoires de l'Institut du cancer de Villejuif[2].

- Juin : le physicien anglais Sydney Chapman décrit dans un article publié dans les mémoires de la Royal Meteorological Society[3], le cycle de formation et de destruction de la couche d'ozone sous l'effet du rayonnement solaire[4].
- 21 juillet : ouverture à Paris du premier congrès international de microbiologie[5].

- 7 septembre : le logicien autrichien Kurt Gödel présente lors d'une conférence à Königsberg son premier théorème d'incomplétude, apportant ainsi une réponse négative au deuxième problème de Hilbert[6].

- 4 décembre : Wolfgang Pauli prédit l'existence du neutrino[7].

- L'opticien allemand Bernhard Schmidt met au point à l'observatoire de Hambourg, un nouveau système de télescope constitué d'un miroir primaire sphérique et d'une lentille asphérique, la chambre de Schmidt[8].

- Le mathématicien tchécoslovaque Vojtěch Jarník développe un algorithme de calcul de l'arbre couvrant de poids minimal connu sous le nom d'algorithme de Prim[9].

### Technologie
- 16 janvier : l'ingénieur britannique Frank Whittle dépose un brevet de moteur à turbine pour avion à réaction[10].
- 21 janvier : première émission de radiodiffusion mondiale (retransmission du discours de George V lors de l’ouverture de la conférence navale de Londres)[11].
- 8 février : premier train équipé de la TSF sur la ligne Paris-Rouen[12].
- 17 avril : des chercheurs de la société DuPont inventent le néoprène[13].
- 6 mars : les premiers aliments surgelés, de marque Birds Eye, sont mis sur le marché à Springfield (Massachusetts) par Clarence Birdseye[14].

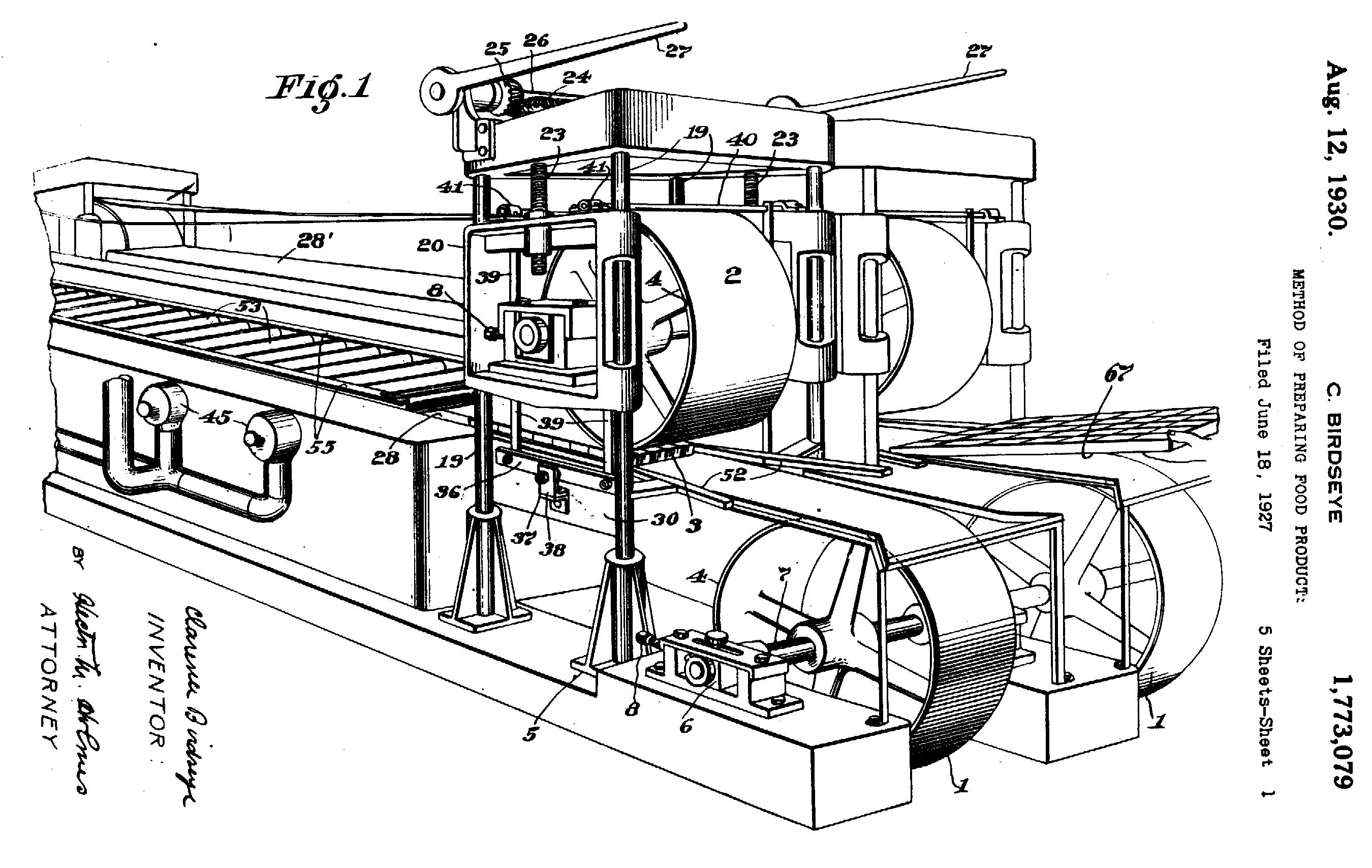
Brevet délivré à Clarence Birdseye pour la production de poisson surgelé, 1930.

- 12 août : l'inventeur américain Clarence Birdseye obtient un brevet pour un appareil frigorifique pour surgeler la nourriture[15].

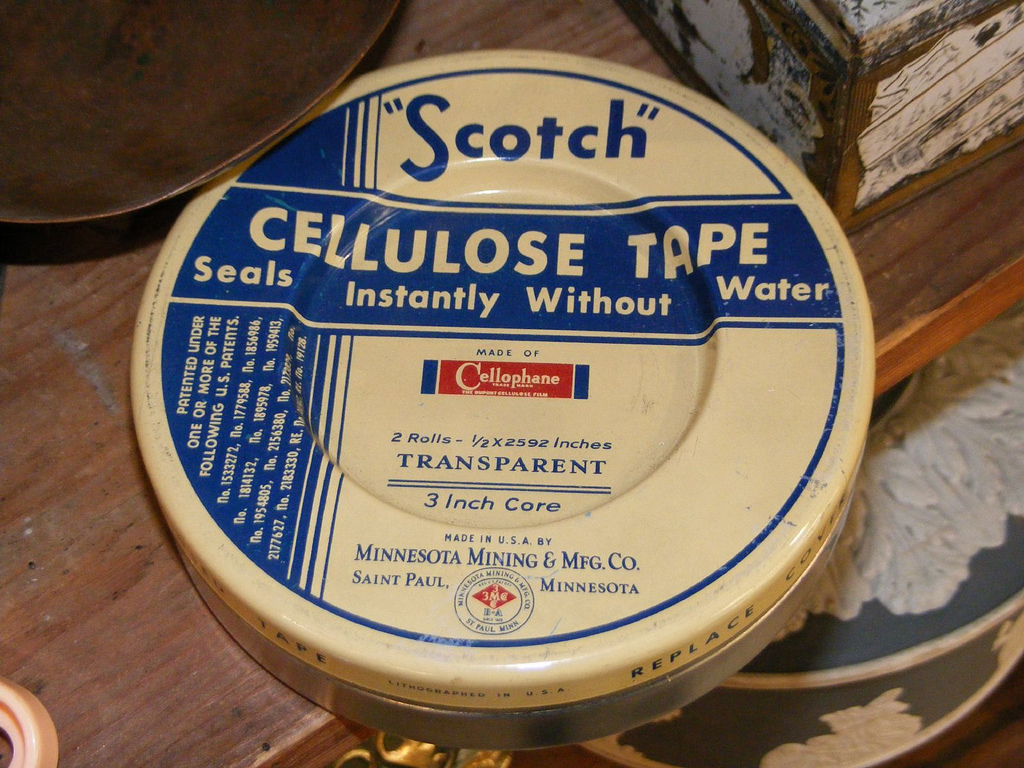
Scotch Tape de Minnesota Mining & MFG. Co.

- 8 septembre : mise sur le marché du ruban adhésif transparent de marque Scotch Tape[16].
- 21 septembre : l'ingénieur allemand Johann Ostermeyer dépose un brevet pour les ampoules-flashes photographiques[17].

## Publications
- Karl Popper : Die beiden Grundprobleme der Erkenntnistheorie, 1930-1933 (Les deux problèmes fondamentaux de la théorie de la connaissance), première formulation du falsificationnisme popperien.
- Bartel Leendert van der Waerden : Moderne Algebra.

## Prix
- Prix Nobel

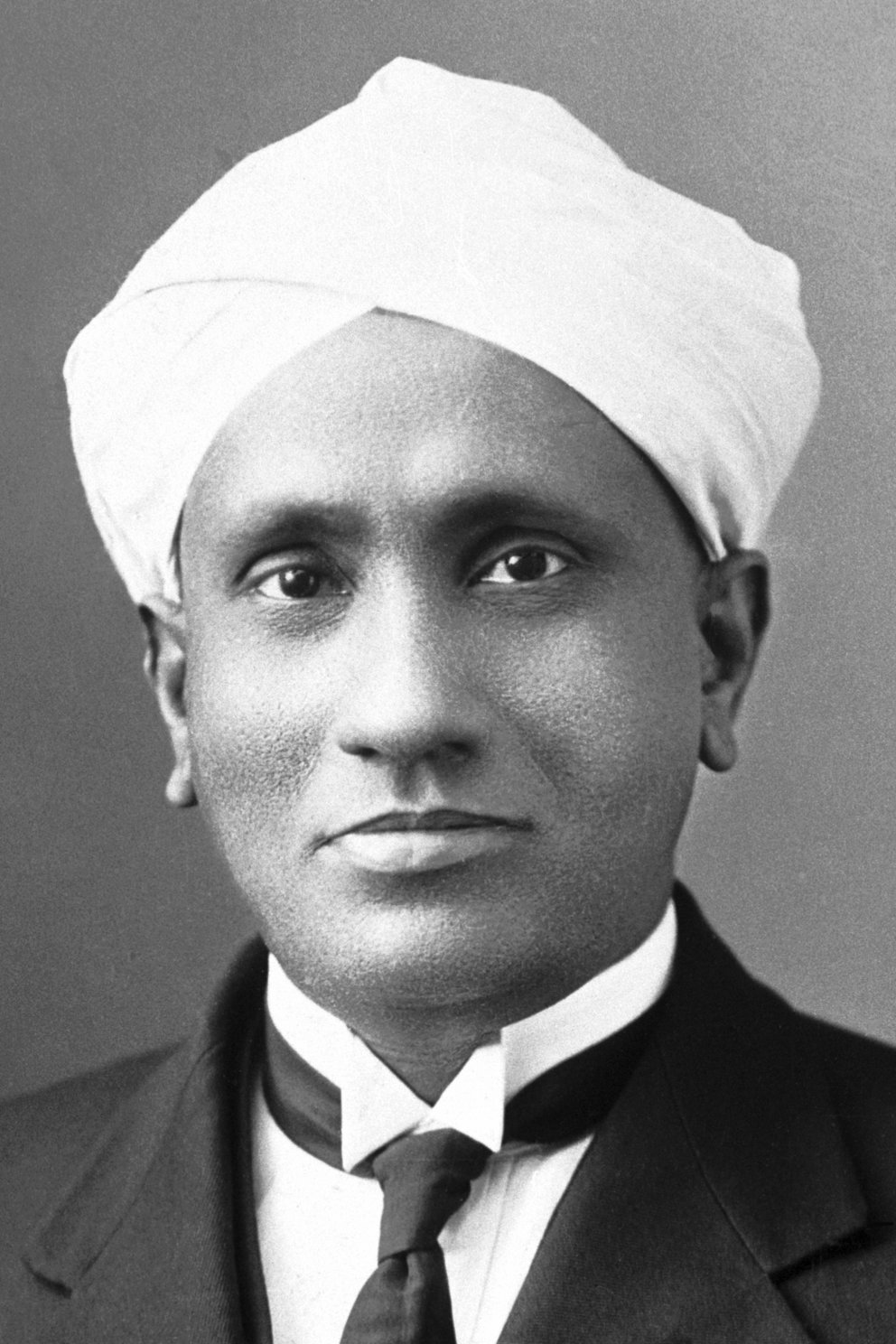
Sir Chandrashekhara Venkata Râman

  - Physique : Sir Chandrashekhara Venkata Râman
  - Chimie : Hans Fischer (allemand)
  - Physiologie ou médecine : Karl Landsteiner (Autrichien)

- Médailles de la Royal Society
  - Médaille Copley : William Henry Bragg
  - Médaille Darwin : Ernst Johannes Schmidt
  - Médaille Davy : Robert Robinson
  - Médaille Hughes : Chandrasekhara Venkata Raman
  - Médaille royale : Owen Willans Richardson, John Edward Marr
  - Médaille Rumford : Peter Debye

- Médailles de la Geological Society of London
  - Médaille Lyell : Frederick Chapman (en) et Herbert Brantwood Maufe (d)
  - Médaille Murchison : Arthur Lewis Hallam
  - Médaille Wollaston : Albert Charles Seward

- Prix Jules-Janssen (astronomie) : Robert Esnault-Pelterie
- Prix Francoeur : Eugène Fabry, pour son étude des singularités des fonctions analytiques ;
- Prix Leconte : Élie Cartan pour ses travaux sur les groupes infinis et les invariants intégraux
- Prix Lalande : Nicolas Stoyko, pour ses recherches sur le calcul des orbites planétaires
- Médaille Bruce (Astronomie) : Max Wolf
- Médaille Linnéenne : James Peter Hill

## Naissances

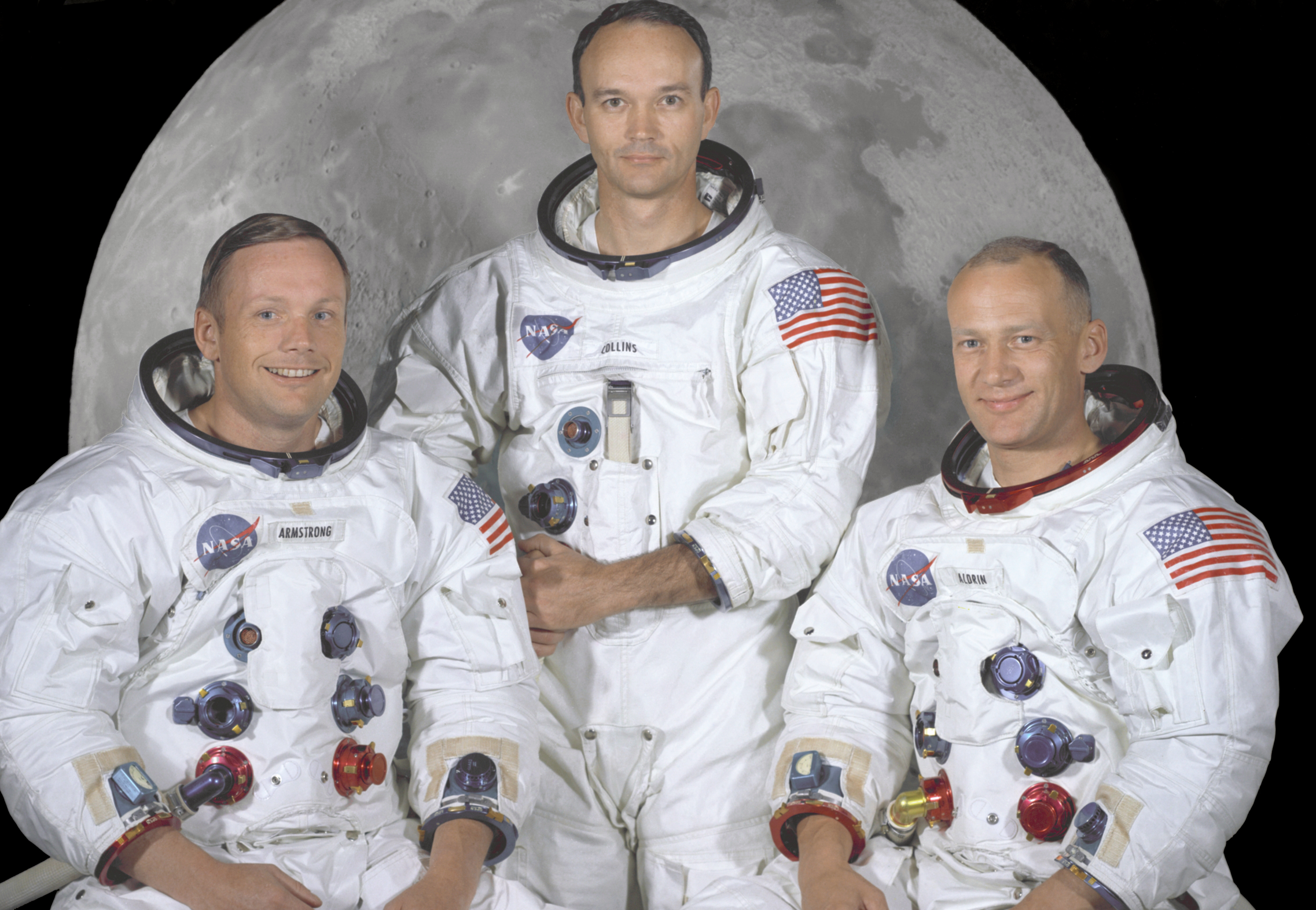
de gauche à droite : Armstrong, Collins et Aldrin.

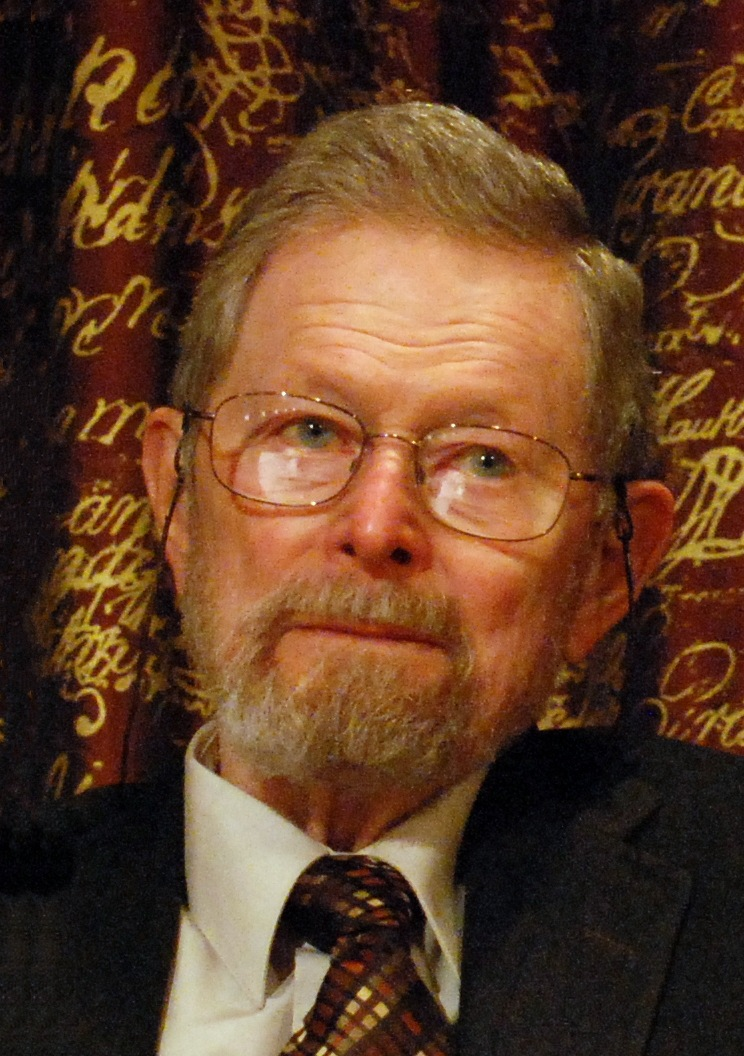
George E. Smith

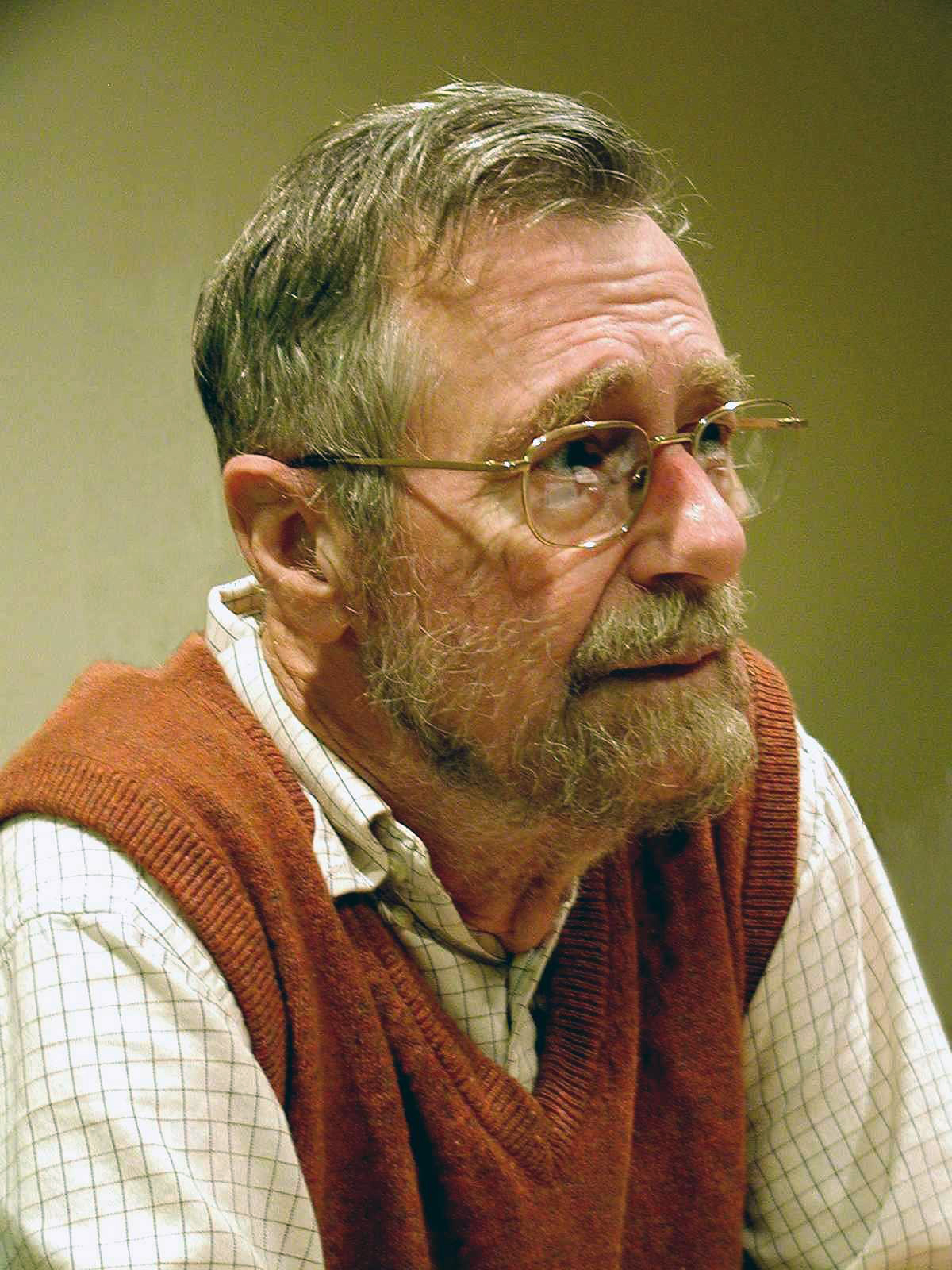
Edsger Dijkstra

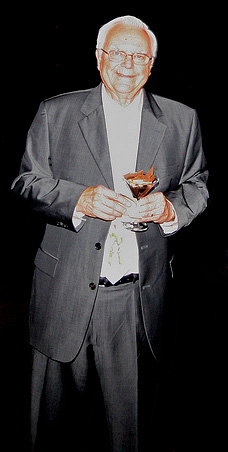
Frank Drake

- 1er janvier : Harris Memel-Fotê (mort en 2008), anthropologue ivoirien.
- 5 janvier : Edward Givens (mort en 1967), aspirant-astronaute américain.
- 13 janvier : Waltraut Seitter (morte en 2007), astronome allemande.
- 20 janvier : Buzz Aldrin, astronaute, pilote d’essai, aviateur de l’United States Navy et ingénieur américain. Il fut le deuxième homme à marcher sur la Lune, le 21 juillet 1969.
- 23 janvier : William Pogue, astronaute américain.

- 6 février : Jun Kondo, physicien théoricien japonais.
- 18 février : 
  - Theodore Freeman (mort en 1964), aspirant-astronaute américain.
  - Wolfgang Smith, mathématicien, physicien, philosophe de la science, métaphysicien américain.
- 28 février : Leon Neil Cooper (mort en 2024), physicien américain, prix Nobel de physique en 1972.

- 3 mars : Keiiti Aki (mort en 2005), sismologue japonais.
- 15 mars : Jores Alferov, physicien russe d’origine biélorusse, prix Nobel de physique en 2000.
- 17 mars : James Irwin (mort en 1991), astronaute américain.
- 21 mars : Simon Schnoll (mort en 2021), biophysicien et historien des sciences soviétique.
- 24 mars : Owen Gingerich, astronome et historien des sciences américain.
- 28 mars : Jerome Isaac Friedman, physicien américain, prix Nobel de physique de 1990.

- 2 avril : 
  - Jean Largeault (mort en 1995), philosophe et logicien français, spécialiste de philosophie des mathématiques et défenseur de la logique intuitionniste.
  - Paul Ottino (mort en 2001), ethnologue français.
- 7 avril : Robert MacArthur (mort en 1972), mathématicien et écologue américain.
- 9 avril : Frank Albert Cotton (mort en 2007), chimiste inorganicien américain.
- 21 avril : Maurice Robert (mort en 2022), ethnologue français.

- 1er mai : Norman G. Thomas, astronome américain.
- 5 mai : Michael James Adams (mort en 1967), aviateur américain.
- 10 mai : George E. Smith (mort en 2025), scientifique américain co-inventeur du capteur CCD, prix Nobel de physique en 2009.
- 11 mai : Edsger Dijkstra (mort en 2002), mathématicien et informaticien néerlandais.
- 14 mai : Emmanuel Anati, archéologue italien.
- 17 mai : Francis Édeline, biochimiste belge.
- 18 mai : Don L. Lind, astronaute américain.
- 19 mai : Rudolf Kalman (mort en 2016), mathématicien et automaticien américain d'origine hongroise.
- 28 mai : Frank Drake (mort en 2022), astronome américain, initiateur du projet SETI.

- 2 juin : Charles Conrad (mort en 1999), astronaute américain.
- 5 juin : Peter J. Landin (mort en 2009), informaticien britannique.
- 21 juin : Trygve Reenskaug, informaticien norvégien.
- 22 juin : Iouri Artioukhine (mort en 1998), cosmonaute soviétique.
- 23 juin : Donn Eisele (mort en 1987), astronaute américain.

- 11 juillet : Zarko Dadic, mathématicien, historien des sciences, et astronome yougoslave.
- 13 juillet : Samuel Sanford Shapiro, statisticien et ingénieur américain.

- 5 août : Neil Armstrong, astronaute, pilote d’essai, aviateur de l’United States Navy et professeur américain. Il est le premier homme à avoir posé le pied sur la Lune le 21 juillet 1969.( Mort en 2012)
- 16 août : Simha Arom, ethnomusicologue franco-israélien.

- 7 septembre : Yuan Longping (mort en 2021), agronome et professeur chinois.
- 9 septembre : James Darnell, biologiste américain.
- 11 septembre : Vera Sós (morte en 2023), mathématicienne hongroise.
- 12 septembre : Akira Suzuki, chimiste japonais, lauréat du prix Nobel de chimie 2010.
- 14 septembre : Heinz-Otto Kreiss (mort en 2015), mathématicien et physicien suédois.
- 17 septembre :
  - Edgar Mitchell, astronaute américain.
  - Thomas Stafford, astronaute américain.
- 19 septembre : Ruth Cardoso (morte en 2008), anthropologue brésilienne.
- 24 septembre : John Watts Young, astronaute américain.
- 27 septembre : Alan Shugart (mort en 2006), ingénieur informatique américain.

- 5 octobre :
  - Raphael Mechoulam (mort en 2023), chimiste israélien.
  - Pavel Popovitch (mort en 2009), cosmonaute soviétique.
- 7 octobre : Edward Frank Wente, égyptologue américain.
- 10 octobre : Yves Chauvin, chimiste français, prix Nobel de chimie en 2005.
- 17 octobre : Freimut Börngen, astronome allemand.
- 22 octobre : Donald H. Peterson, astronaute américain.
- 24 octobre : Johan Galtung (mort en 2024), sociologue et mathématicien norvégien.
- 27 octobre :
  - Gustavus J. Simmons, mathématicien et cryptographe américain.
  - Gustave Solomon (mort en 1996), mathématicien et ingénieur américain.
- 31 octobre : Michael Collins, astronaute américain, le « troisième homme » de la mission Apollo 11.

- 3 novembre : William H. Dana, pilote américain de X-15.
- 11 novembre : Hugh Everett (mort en 1982), physicien et mathématicien américain.
- 14 novembre : Edward White (mort en 1967), astronaute américain.
- 19 novembre : Paul de Faget de Casteljau, mathématicien et physicien français.
- 21 novembre : Lewis Binford, archéologue américain.
- 22 novembre : Owen Garriott, astronaute américain.
- 30 novembre : Tsutomu Seki, astronome japonais.
- 2 décembre : Georges Matheron (mort en 2000), mathématicien et géologue français.
- 15 décembre : Henri Kagan, chimiste français.
- 21 décembre : Otto Thomas Solbrig (mort en 2023), écologue et biologiste de l’évolution argentin.
- 27 décembre : Marshall Sahlins, anthropologue américain.
- 30 décembre : Roy Calne (mort en 2024), chirurgien britannique, pionnier de la transplantation d'organes.

## Décès

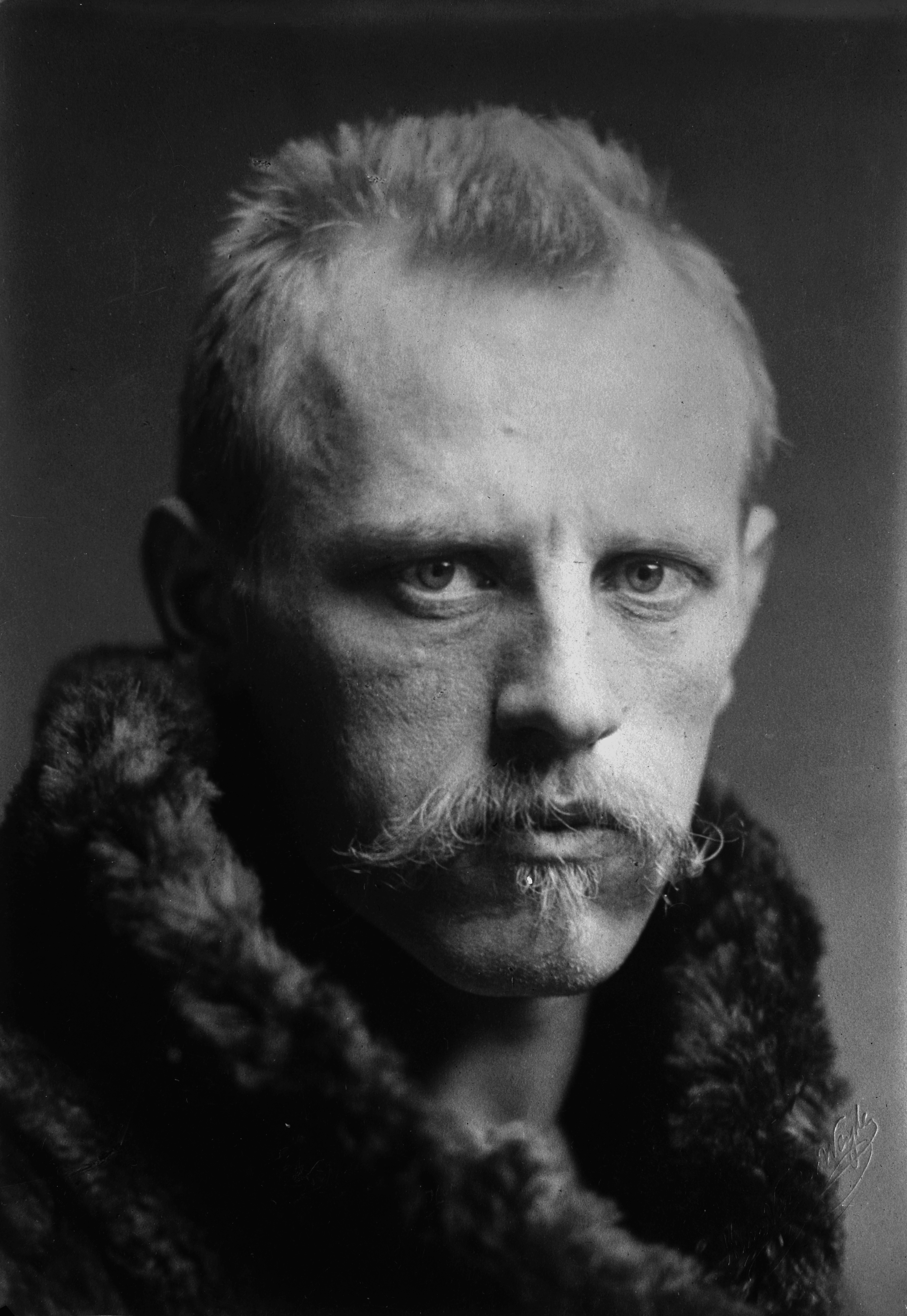
Fridtjof Nansen

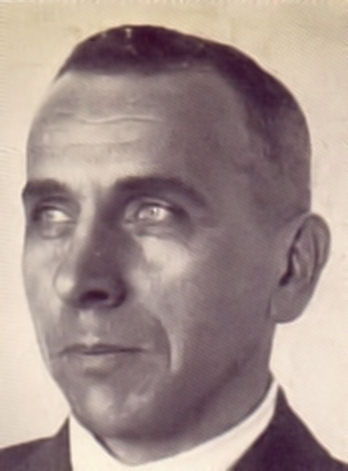
Alfred Wegener

- 5 janvier : Ludwig Claisen (né en 1851), chimiste allemand.
- 10 janvier : Patrick Craigie (né en 1843), statisticien britannique.
- 14 janvier : Émile Charles Albert Brugsch (né en 1842), égyptologue allemand.
- 19 janvier : Frank Ramsey (né en 1903), mathématicien et logicien anglais.
- 28 janvier : Edwin Tully Newton (né en 1840), paléontologue britannique.

- 1er mars : Maurice Berger (né en 1866), chimiste français.

- 24 avril : Henry Dudeney (né en 1857), compositeur britannique de casse-tête numériques et logiques.
- 13 mai : Fridtjof Nansen (né en 1861), explorateur et zoologue norvégien.

- 23 juillet : Glenn Curtiss (né en 1878), pionnier de l'aviation américain.
- 28 juillet : Allvar Gullstrand (né en 1862), médecin suédois, prix Nobel de physiologie ou médecine en 1911.

- 1er août : Henry Wetherbee Henshaw (né en 1850), ornithologue et ethnologue américain.
- 6 août : Joseph Achille Le Bel (né en 1847), chimiste français.
- 14 août : Florian Cajori (né en 1859), historien des mathématiques américano-suisse.
- 15 août : George Edward Bonsor Saint Martin (né en 1855), peintre, archéologue et historien britannique.
- 20 août : Herbert Hall Turner (né en 1861), astronome et sismologue britannique.
- 28 août : Roger Liouville (né en 1856), mathématicien et ingénieur de l’armement français.

- 8 septembre : Philippe Glangeaud (né en 1866), géologue français.
- 10 septembre : Herbert Soper (né en 1865), statisticien britannique.
- 24 septembre : William Diller Matthew (né en 1871), paléontologue américain.

- 10 octobre : Adolf Engler (né en 1844), botaniste allemand.
- 23 octobre : Pierre Termier (né en 1859), géologue français.

- 2 novembre : Oliver Perry Hay (né en 1846), paléontologue américain.
- Alfred Wegener (né en 1880), géophysicien, en expédition au Groenland.
- 13 décembre : Fritz Pregl (né en 1869), chimiste autrichien.
- 23 décembre : Wilhelm Spiegelberg (né en 1870), égyptologue allemand.